# Jakutere
Jakuterne udgør den nordøstlige gren af den tyrkisk-tatariske folkestamme. De har haft deres udbredelse på begge sider af floden Lena. Traditionen placerer deres oprindelige hjemsted til egnene omkring Bajkalsøen. De taler jakutisk sprog, og frem til omkring 1. verdenskrig, var det alment anvendte talesprog fra Jakutsk til Okotsk, fra Ishavet i nord til den kinesiske grænse i syd. Selv den daværende russiske indvandrerbefolkning anvendte sproget. Som folk blev jakuterne opblandet med russere og tungusere. Deres traditionelle levevis var husdyrhold med store heste- og kvæghjorde, mens jagt og fiskeri spillede en mindre rolle. Gennem århundrederne har jakuterne udviklet sig til dygtige håndværkere og handelsmænd og de regnedes i almenhed som de mest energiske af Sibiriens nomader. Formelt har de alle været kristne, men den gamle tro fra shamantiden lever fortsat. Deres antal opgjordes omkring 1910 til 210.000. Ifølge folketællingen 2002 boede i der 443.852 jakutere i Rusland, heraf i 432.290 (45,5 % af befolkningen) i Republikken Sakha (Jakutien). Ifølge folketællingen 2010 boede i 478.085 jakutere i Rusland, heraf 466.492 (49,9 % af befolkningen) i Republikken Sakha.